# Mafia: Domovina
Mafia: Domovina (anglicky Mafia: The Old Country) je akční adventura vyvinutá studiem Hangar 13, kterou vydala společnost 2K. Jedná se o prequel k prvnímu dílu a celkově o čtvrtou hru ze série Mafia. Hra se odehrává na počátku 20. století ve fiktivním sicilském městě San Celeste, které se objevilo již v Mafii II. Hlavním hrdinou je Enzo Favara, který přežil drsné dětství strávené na nucených pracích v sirných dolech a souhrou náhod se mu naskytla příležitost připojit se ke zločinecké rodině Dona Torrisiho. Nyní chce udělat vše pro to, aby si zajistil lepší život.
Hra vyšla na PlayStation 5, Windows a Xbox Series X/S 8. srpna 2025.

## Postavy
- Enzo Favara – postava, za kterou hráč hraje. V pěti letech byl otcem prodán do sicilského sirného dolu a po přijetí donem Torrisim do jeho vinařství se stává dělníkem. Díky svým schopnostem a dovednostem se stává členem mafiánské rodiny Torrisi a později plní úkoly jen kvůli tomu, aby mohl jednoho dne požádat o ruku dceru dona, Isabellu. Dabing: Oskar Hes,
- Cesare Massaro – synovec dona Torrisiho, který je členem také mafiánské rodiny. Postupem času se stane Enzovým parťákem pro práci, spolu s Enzem mají spoustu zážitků nejen z práce, ale například i ze závodu. Dabing: Ondřej Kokorský
- Gianluca "Luca" Trapani – podšéf ve zločinecké rodině Torrisi, mentor Enza. Svým přátelským přístupem a nadhledem se stává Enzovým průvodcem v jeho "novém" světe. Otec Sama Trapaniho, jedné z hlavních postav v 1. dílu. Zemře v 11. misi, po zásahu střely od Sparadových mužů. Dabing: Martin Donutil
- Isabella Torrisi – dcera dona Torrisiho, nepochopena svým otcem a okolím. Má určité sympatie k hlavnímu hrdinovi a Enzo se s ní poprvé setkává v 1. misi. Později se stávají milenci, ovšem Isabella i Enzo to musí skrývat kvůli otci Isabelly. Dabing: Nikola Heinzlová
- Don Bernardo Torrisi – majitel vinařství, šéf zločinecké rodiny Torrisi. Spolupracuje s rodinou Galante a zároveň s baronem Fontanellou, který je majitelem půdy, kde stojí vinařství Torrisi. Zároveň nebere ohled na svou dceru a praktikuje neústupnou sňatkovou politiku. Umírá ve 14. kapitole. Dabing: Jakub Saic
- Agostino "Tino" Russo – congsigliere rodiny Torrisi. Nemilosrdný člověk, který je okamžitě podezíravý vůči Enzovi a Isabelle. Umírá ve 14. kapitole. Dabing: Zdeněk Junák

## Příběh

### Prolog - Tremori (1904)
Enzo Favara pracuje od svých pěti let jako horník v sicilském sirném dole. Po dvanácti letech se mu však podařilo našetřit téměř dost pěněz, které mu pomohou se stát svobodným občanem. Ikdyž ostatní horníky znepokojují otřesy blízké sopky, Enzo a jeho kamarád Gaetano tohle příliš nevnímají a těší na svobodný život. Kvůli empatii Enza, který pomůže s nákladem kolegovi s bolavou nohou se dostává do hledáčku dozorce Damiana Bastoniho (Il Merlo), který kvůli tomu pošle Enza a Gaetana hledat pohřešované horníky do šachty. Dole, v nejhlubší šachtě však dochází k zemětřesení a Enzo a Gaetano začínají bojovat o život. Při závalu Gaetano umírá a ztrácí se s ním i peníze. Enzo na povrchu se utíká v souboji s Il Merlem a podaří se mu dozorce zranit a uniknout. Začne být však jimi pronásledován. 

### I - Famiglia (1904)
Enzovi se podařilo z dolu uprchnout a skrývá se na opuštěné farmě ve viniční stodole. Il Merlo však stodolu se svými muži obkličuje a Enzo se snaží dostat ven. Do stodoly, kde je Enzo při útěku odhalen Il Merlem však vstupuje vlastník don Bernardo Torrisi, vyhání Il Merla a jeho muže a nabízí Enzovi práci v jeho vinici. 
Enzo začíná tedy pracovat jako viniční dělník a má plné ruce práce s přípravou na slavnost. Enzo se seznamuje se synovcem dona Torrisiho, Cesarem Massarem a při úklidu poznává nádhernou dívku, Isabellu Torrisi, dceru dona Torrisiho. 

### II - Palio (1904)
První týdny ve vinici Torrisi ubíhají rychle. Práce je pro Enza namáhává, ovšem je pořád lehčí než otrocká práce v dole. V den, kdy se ve městě San Celeste pořádá dostih, Luca a Enzo rozvážejí víno nejváženějším klientům. Po příjezdu do města však zjišťují, že nejlepší žokej dona Torrisiho musel odstoupit a hrozí, že don prohraje se svým největším rivalem, donem Ruggerem Spadarem, majitelem sirného dolu. 
Enzo se tedy hlásí jako záskok a závod vyhrává. Ovšem Torrisiho consigliere, Tino, dává za úkol Enzovi roznést víno po městě. Přidává se k němu Isabella a procházejí společně uličkami San Celeste. Ovšem jejich společnou chvilku naruší Spadarovi muži a Enzo ochrání nožem Isabellu i sebe. Ovšem Luca není nadšený a je znepokojený tím, že Isabellu dostal do nebezpečné situace. 

### III - Pizzu (1904)
Enzo po probuzení nachází pod dveřmi vzkaz od Isabelly, omlouvá se za předchozí potíže a ptá se, zda by se mohli ještě setkat. Ikdyž Enzo má zákaz se s donovou dcerou potkávat, zákaz poruší a setkávají se spolu v zahradách.
Luca byl velmi spokojen s činy Enza při paliu, proto řekne Enzovi, zda společně s ním a s Cesarem nebude vybírat výpalné. Enzo souhlasí a společně odjíždí od vily rodiny Torrisi. 
Dostávají se do rybářské vesnice Porto Almaro, kde se Enzo seznamuje s donem Niccolem Galantem a jeho vnukem Leem. Galanteovi jsou spojenci rodiny Torrisiů a starají se o jejich kšefty v přístavu. Celníci zabavili whisky a Enzo pomáhá ji dostat zpátky do správných rukou. 
Poslední zastávkou je farma Fichery, kterému ukradli nové drahé vodní čerpadlo. Trojici se podaří bandity vystopovat a proběhne zuřivá přestřelka a získávají zpátky čerpadlo. 
Večer čerpadlo vrací zpět Ficherovi a ten musí za něj zaplatit velký poplatek. Po této akci se stává Enzo důvěryhodným členem.

### IV - Il Barone (1905)
Do města příjíždí baron a vlastník půdy Raffaele Fontanella spolu se svým synem Gennarem. Baron s donem Torrisim řeší neodkladné a citlivé záležitosti, Enzo spolu s Cesarem má za úkol doprovodit Isabellu a Gennara k troskám starověkého chrámu. 
Isabella trvá jet na koni a díky tomu umožní jet Enzovi s ní. Když Enzo a Isabella mají chvíli soukromí, Isabella prozradí Enzovi, že její otec má v plánu ji provdat za Gennara, pokud k tomu baron svolí. Enzo je touto zprávou zdrcen, protože k Isabelle začíná cítit něco víc. 
U trosek Enzo a Cesare ztrácejí pozornost a Isabella a Gennare jsou uneseni bandity, které vede Paolo Messina. Enzo po pronásledování únosců Isabellu zachraňuje a Cesare pak Isabellu odvádí zpátky do bezpečí. 
Enzo nakonec plní svou povinnost v ochraně a dostává se do tábora, kde arogantního Gennara drží právě bandité. Podaří se mu jej osvobodit po souboji s noži s Paolem Messinem. 
Enzo zabije Messina a vrací se Gennarem zpátky na vinici. Don Torrisi je rozzuřen, protože k únosu nemělo vůbec dojít, ale uznává Enzovu věrnost a odvahu vše napravit. 

### V - Vendetta D'onore (1905)
Týden po únosu a prvním polibku si Enzo a Isabella vyznávají vzájemných citů. Ikdyž je tady hrozba ze strany dona Torrisiho, že si jej Enzo touto láskou k jeho dceři znepřátelí, Enzo Isabelle přísahá, že donovi dokáže svou cenu a že mu umožní jednoho dne požádat Isabellu o ruku. 
Don Torrisi k sobě volá Enza a sděluje mu, že za únosem stojí Ludovici, baronův obchodní partner. Torrisi zuří, protože Isabella a tím pádem celá jeho rodina se dostala do ohrožení a Enzo se má jít Ludovicimu pomstít, s čímž souhlasí, protože vidí v tom příležitost, jak se donovi zalíbit. 
Enzo se tedy vplíží do vily Ludoviciho, unese ho a následně jej předá do rukou Tinovi, consiglierimu dona Torrisiho. Tino vyzve Enza, aby Ludoviciho zastřelil a protože na tomto činu závisí celá jeho budoucnost, proto zmáčkne spoušť. 
Enzo je za tento čin odměněn. Je povolán do místnosti plné mafiánu, kde skládá slib věrnosti rodině Torrisi. Poté Cesare a zbytek mafiánů slaví Enzovo zasvěcení do rodiny. 

### VI - La Difesa Siciliana (1906)
Don Torrisi a don Galante chtějí zastavit rostoucí Spadarův vliv. Mají proto v úmyslu začít falšovat americké peníze a najímají si mistrovského padělatele jménem Giuseppe Palminteri, který je však zatčen. Bez padělatele nemůže bohužel celá akce začít. 
Enzo hledá v San Celeste informátora, který je úředníkem na radnici. V ulicích se setkává s Isabellou a protože nezná informátorovo jméno, hledá muže v červené vestě. Zjišťuje, že padělatele drží v cele za radnicí. 
V noci Leo odlákává policii a Enzo má téměř volnou cestu do žaláře. Enzo získává Giuseppeho na svobodu, útěk vidí ze sousední cely L'Ombra. Padělatel však nemá tiskařské desky, a tak musí Enzo je najít v trezoru na policejní stanici. 
Při útěku je však chycen policejním velitelem Ettorem D'Amicem, začne souboj, kde má velitel převahu, nakonec však Enzo vyvázne živý. 
Enzo se teď nemůže ukazovat na veřejnosti, a tak přečkává ve svém novém bytě. Při vstupu vevnitř potkává Isabellu, která tajně utekla z domu, aby mohla být s Enzem. 

### VII - Spirito Sportivo (1906)
Padělatelský společný podnik dona Torrisiho a Galanteho je v plném proudu a Leo ukazuje Enzovi a Cesarovi americké zboží, které je součástí obchodu. Mezi tímto zbožím je také vrak sportovního vozu, který Leo hodlá využít v podvodu s cílem vítězství v závodě. 
Enzo odtahuje vůz do Pasqualovy dílny blízko San Celeste. Leo zatím ukazuje svou strategii, jak se na závod vůbec dostat. Chce proto vydírat jeho pořadatele, markýze Siragusu. 
Enzo vyfotografuje Siragusu v nevěstinci a díky tomu je možné startovat v prestižním závodě. Enzo poté zkušebně projíždí sportovní auto a připravuje se s Cesarem na velký den. 
V den závodu se podaří Enzovi a Cesarovi vyhrát, ikdyž vůz není v dobrém technickém stavu a konkurence byla velká. Oba přátelé pak oslavují své vítězství v Porto Almaro. 

### VIII - Disgrazia (1906)
Do Enzova bytu nečekaně zavítá Tino a Isabella musí svoji návštěvu neprodleně ukončit, aby ji nikdo neviděl. Tino Enzovi sděluje, že někdo porušil kodex omerta a četníci se chystají na zátah v padělatelské dílně. 
Enzo spěchá varovat a zachránit ostatní, kteří o chystaném četnickém zásahu ještě neví. S Cesarem uhání do vesnice, ovšem četníci jsou tam jako první. Enzo zjišťuje, že donašečem je L'Ombra, pravá ruka Spadara. 
Policisté prohledávají okolí a Cesare zachraňuje padělané bankovky a Enzo pomáhá padělateli se ukrýt. Ovšem L'Ombra přepadává Cesara a utíká s penězi. Enzo a Cesare ho pronásledují hustou mlhou. 
L'Ombru nakonec chytí a Enzo se ptá, zda jedná na Sparadův příkaz. Ovšem Cesare jej zastřelí a protože vražda mafiána bez povolení je porušením kodexu cti, oba se snaží vraždu zakrýt. 
Události vedou k jednání mezi donem Torrisim a donem Spadarem. Oba se obviňují z porušování příměří a setkání končí oboustranným rozhořčením. 

### IX - Industria (1907)
Baron Fontanella obdržel vyděračský dopis hrozící uzavřením jeho továrny. Protože don Torrisi potřebuje baronovu podporu, vysílá Enza, aby zjistil situaci a případně ji i vyřešil. 
Enzo tedy pátrá na vlastní pěst a pátrání jej přivádí k Lorenzettimu, který se stará o továrnu a náhle zmizel. Enza stopy přivádějí do průmyslové vesnice Collezolfo a při obhlídce továrny zjišťuje, že je továrna zavřená. 
Enzo se tedy vplíží do továrny a nachází tam umírajícího Lorenzettiho, který se přizná, že jej Spadaro donutil celý podnik zavřít. Enzovi se nepodaří odejít, je zabarikádován Spadarovým vojákem a po přestřelce nakonec z hořící továrny utíká. 
Don Torrisi bere zničení Fontanellovy továrny jako vyhlášení války a Tinovi dává rozkaz, aby se začalo vše připravovat na nadcházející válku. 

### X - La Festa (1907)
Luca a jeho žena Valentina mají novorozeného syna a čeká ho křest. Při odjezdu do San Celeste se Isabella schválně zdrží a její otec, don Torrisi řekne Enzovi, aby na Isabellu počkal. Díky tomu, že Enza don určil jako doprovod své dceři, mají milenci čas si užít vzácné okamžiky o samotě a uprostřed oslav Svátku svatých si v San Celeste slibují, že se jednou vezmou. 
Po křtu se rodina shromažďuje ke společné fotografii, ovšem slavnostní okamžik naruší odstřelovač z kostelní věže. Lidé okolo se snaží ukrýt a don Torrisi požaduje střelcovu hlavu. 
Enzo se pod palbou dostává ke zvonici a zjišťuje, že střelcem je Il Merlo. Následuje souboj, ovšem Il Merlo utíká po střechách. 
Enzo jej pronásleduje a musí se vyhýbat střelbě Sparadových mafiánů. Il Merlo však nakonec ujíždí z města a Enzo jej pronásleduje na koni a Il Merlo havaruje. Oba se začínají opět bít a Il Merlo využívá nečestnou taktiku škrcení. Ovšem Luca Il Merla zastřelí a tím Enza zachrání před smrtí.

### XI - Mattanza (1907)
Baron Fontanella je značně znepokojený tím, jaké násilí probíhá na jeho území. Proto přesvědčí dona Torrisiho a dona Spadara k setkání a k domluvě o konci bojů. Don Galante je prostředníkem, proto se schůzka odehraje v jeho továrně na zpracování tuňáků.
Při schůzce se však don Torrisi dozvídá, že byl zrazen baronem Fontanellou a že své pozemky, i vinici Torrisi, odprodal Spadarovi. Torrisi odmítá nízkou nabídku za své nemovitosti a do místnosti vtrhnou Spadarovi muži. Dochází k přestřelce, kde je zabit don Galante, Luca těžce zraněn a ostatní se snaží dostat do bezpečí. 
Nakonec se podaří těžce zraněného Lucu dostat na náklaďák a Enzo odráží doprovod Spadarových mužů. Lucu dostanou do Galanteho baru, kde má být ošetřen, ovšem kvůli svým zraněním Luca umírá. Poslední slova jsou pro Enza a říká, aby nenásledoval stejnou cestu plnou násilí. 

### XII - La Forza Del Destino (1907)
Díky informátorům se don Bernardo Torrisi dozvěděl, že Fontanella a Spadaro mají setkání v opeře v Palermu. Vysílá tedy Enza s úkolem oba zabít. Když Enzo odchází z vily Torrisi, zastaví ho Isabella a sděluje mu, že je těhotná. Znamená to, že tedy svou lásku již dále tajit nemohou.
Enzo při cestě do Palerma o celé situaci přemýšlí. V Palermu mu kněz, přítel rodiny ukazuje cestu do opery kanály, protože ve městě mají četníci pohotovost kvůli anarchistům. 
Enzo tedy vstupuje do opery a stoupá ke královské lóži. Tam Fontanellu podříznutím usmrtí a ten padá do hlediště mezi diváky. Spadaro ve zmatku prchá a Enzo se musí probojovat kanály mezi jeho muži. Poté se Enzo utká se Spadarem v boji s noži a Enzo se vrací zpět na vinici Torrisi. Don je na Enza náležitě hrdý a následně se jde poklonit k Lucově hrobu, kde se setkává s Isabellou. Přísahá, že jejich dítě ochrání a že bude mít lepší dětství, než jaké měl on sám. Isabella a Enzo se rozhodnou, že společně uprchnou do Ameriky. 

### XIII - Capiregime (1907)
Po smrti Spadara Enzo plánuje útěk do Ameriky a don Torrisi řeší, jak zlikvidovat zbytky Spadarova gangu. Don si nechá k sobě zavolat Enza a oznámí mu, že se stává dozorcem sirného dolu, což má být odměnou za věrnost. 
Enzo však zjišťuje, že dohoda o dolu souvisí s provdáním Isabelly za barona Gennara Fontanellu. Dochází mu, že není času nazbyt. Tino však situaci sleduje a dochází mu, že Enzo má nějaké jiné úmysly, proto jej zapojí do likvidace posledních zbytků Spadarova gangu. 
Enzo a Cesare jdou vstříc svým cílům a Cesare nedokáže překonat, že si respekt strýce (dona Torrisiho) vybudoval nějaký náhodný horník z dolů. 
Poslední Spadarův muž se uchyluje k úkrytu k otci Cicconemu. Tino odvádí faráře Cicconeho pryč, aby platil za svou zradu.
Večer v Galanteho baru je velká oslava. Leo děkuje za pomstu smrti jeho dědy a zároveň mu předává falešné doklady a lístky na loď, které Isabella a Enzo potřebují pro cestu do USA. 

### XIV - La Merica (1907)
Enzo a Isabella se setkávají, aby nastoupili na vlak do Palerma, kde se nalodí na loď a poplují do Ameriky. Ze sopky vycházejí oblaka zlověstného dýmu. Na nádraží však na oba milence čekají Torrisiho muži. Tino totiž donutil otce Cicconeho k vyzrazení Isabellina zpovědního tajemství. Torrisiho muži odváží Isabellu zpátky do vinice a Enza do dolu. 
Don Torrisi je rozzuřen a Enza krutě bije a přísahá mu, že Isabellu zbaví těhotenství. Torrisi chce zjistit Cesarovu věrnost, proto jej donutí, aby Enza popravil. V tu chvíli však vybuchuje sopka a Enzo se dává na útěk. 
Přírodu plní oblaka dýmu a Enzo bojuje se svými bývalými spojenci. Chce zachránit Isabellu a jejich dítě. Enzo v souboji zabíjí dona Torrisiho a Cesare nabízí Enzovi pomocnou ruku. Ovšem v objetí Cesare bodne Enza do zad a ten umírá. 
Isabella je mezitím zamčena ve svém pokoji a vzpomíná, se slzami v očích na Enzovu přísahu, že bude za jejich rodinu bojovat. Isabella využívá příležitosti při další erupci sopky a utíká. Tino však chce Isabellu dostat k lékaři, aby vyřešil problém s těhotenstvím, ovšem Isabella Tina zabíjí.
Když nasedá na koně, Cesare se vrací z dolu a podává Isabelle lístky potřísněné Enzovou krví. Isabella odjíždí se zlomeným srdcem do Empire Bay, vstříc novému životu v Americe, ovšem bez Enza.  

## Vývoj
V srpnu 2022 generální manažer Hangaru 13 Roman Hladík v rozhovoru k 20. výročí Mafie potvrdil, že studio „začalo pracovat na zcela novém projektu Mafie“, ale bude to ještě „trvat několik let“. Po oficiálním oznámení také potvrdil, že hru zcela nově pohání Unreal Engine 5 a že tímto projektem se na něm vývojáři zaučují pro potenciální plnohodnotný čtvrtý díl, jehož budoucnost závisí na finančním úspěchu Domoviny.[chybí lepší zdroj] Podle prezidenta studia Nicka Baynese se Hangar 13 tímto titulem snaží vrátit „ke kořenům toho, co fanoušci na franšíze Mafia milují“. To znamenalo návrat k hlubokému lineárnímu vyprávění s prostředím více sladěným s první hrou Mafia. Mafia: Domovina obsahuje dabing v angličtině, francouzštině, němčině, španělštině, češtině, ruštině a také tradiční sicilštině, která tak nahrazuje standardní italštinu. V českém znění postavy namluvili mj. Oskar Hes, Ondřej Kokorský, Martin Donutil, Nikola Heinzlová, Jakub Saic a další.